# Bordeauxvätska

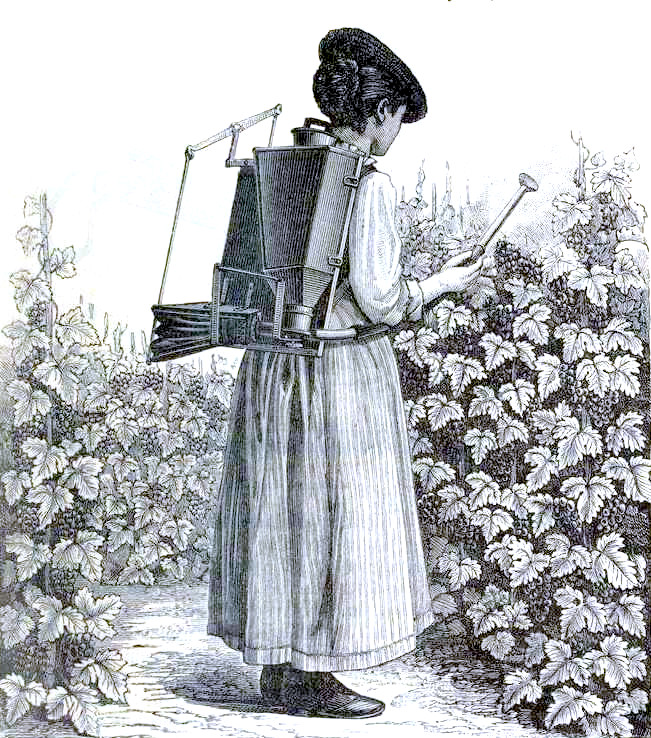
Dam med spruta i vingården 1888, Frankrike.

Bordeauxvätska (franska: bouillie bordelaise) är ett preparat som används inom främst vinodling. Det innehåller kopparhydroxid och framställs av kopparsulfat (CuSO4) och släckt kalk (Ca(OH)2).
Lösningen togs fram i Bordeaux i slutet av 1800-talet för att motverka och stoppa sjukdomar orsakade av svampen vinbladmögel (Plasmopara viticola) och bakterier inom vinodlingen samt skorv på äpple och päron. Medlet har även prövats mot potatisbladmögel.
Att koppar var verksamt mot vinbladmögel upptäcktes av en slump. En bonde som var irriterad på att förbipasserande plockade hans druvor utan tillåtelse, tog fram en lösning som smakade riktigt illa men upptäckte sedan att de vinstockar han sprayat intill vägen inte blev angripna av möglet som hans övriga fält.
Bordeauxvätska används idag även inom annan växtodling. Lösningen sprutas oftast flera gånger under växtsäsongen men även under växtens viloperiod, cirka en till tre gånger beroende på nederbörd.
Sedan 2020 har användandet av Bordeauxvätska reglerats av EU beroende på att höga halter av koppar i jordlagren är skadligt för maskar och mikroorganismer. Istället har moderna, mer skonsamma produkter, som också innehåller en del koppar, börjat användas. Dessutom pågår ett omfattande arbete med att ta fram nya druvsorter som är mer motståndskraftiga mot vinbladmögel. Förädlingsarbetet går dock trögt då acceptans för nya sorter, hybrider, är låg i vinbranschen.

## Bilder

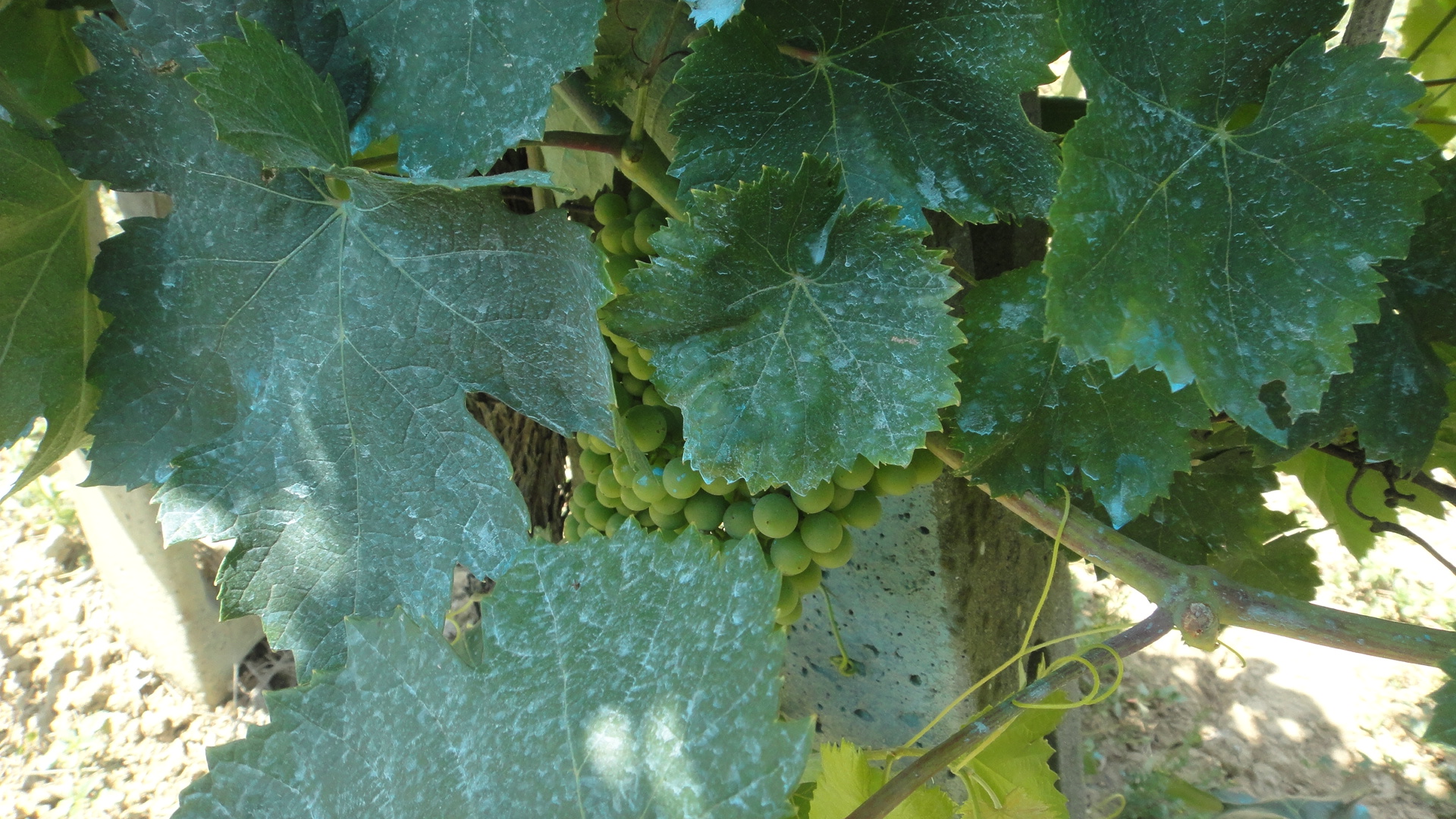
Bourdeauxvätska på vinplanta
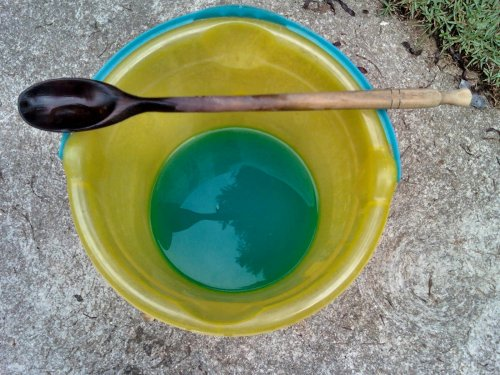
Bourdeauxvätska är en färskvara och kan inte lagras.
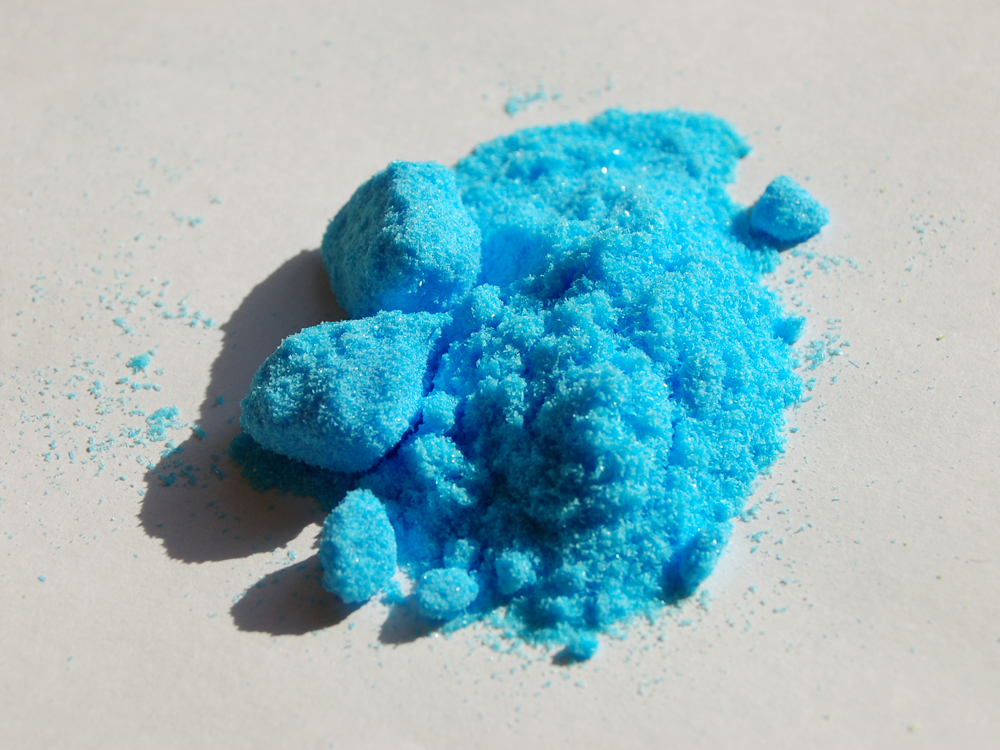
Kopparsulfat